# Kapıcak, Atabey
Kapıcak là một xã thuộc huyện Atabey, tỉnh Isparta, Thổ Nhĩ Kỳ. Dân số thời điểm năm 2011 là 81 người.